# Blade (Marvel Comics)
Blade, il cui vero nome è Eric Brooks, noto anche come il cacciatore di vampiri, l'ammazzavampiri o il "Diurno", è un personaggio immaginario dei fumetti pubblicati negli Stati Uniti d'America dalla Marvel Comics e creato da Marv Wolfman (testi) e Gene Colan (disegni) nel 1973. È apparso originariamente come comprimario nella serie The Tomb of Dracula (vol. 1) n. 10 (luglio 1973), e in seguito è stato protagonista di diverse serie a fumetti.
Il personaggio ha avuto trasposizioni cinematografiche, con una trilogia di lungometraggi, e televisive con una serie nel 2006. Nonostante sia nato come personaggio nei fumetti, ha conosciuto il successo maggiore nelle trasposizioni cinematografiche nelle quali le origini del personaggio sono state modificate e dalle quali è stata tratta una nuova versione a fumetti.

## Biografia del personaggio

### Origini
Eric Brooks è un ibrido nato dalla relazione tra un vampiro ed una umana. Dopo poco tempo, sua madre cominciò a diventare un vampiro e fu costretta a lasciare il figlio in un orfanotrofio per evitare che potesse seguire lo stesso destino. Cresciuto, scappò dall'orfanotrofio e dovette vivere di furti. Durante un inseguimento, si trasformò in un vampiro e fece scappare i suoi inseguitori dopo averne tramortito uno. Con il tempo scoprì di non avere i punti deboli dei vampiri e si fece allenare per anni da Quincy Harker per controllare la sete di sangue. A seguito di questo allenamento egli, sotto il nome di battaglia di "Blade", inizia la sua crociata anti-vampiro con la speranza di poter ritrovare la madre, la quale nel frattempo ha dimenticato il proprio passato ed è diventata la sanguinaria regina dei vampiri. In questa versione è un "meticcio", porta sempre un cappotto in pelle e dei pantaloni lunghi da biker; ha inoltre una moto che ha modificato per poter salire dappertutto. In più ha una relazione con il capo della polizia di Forest Hills.

#### La versione successiva alla trasposizione cinematografica
Nella trasposizione cinematografica sono state modificate le origini del personaggio e a queste modifiche è stata successivamente adeguata la sua rinnovata versione a fumetti. In questa versione Eric Brooks nasce a Soho, in Gran Bretagna, il 24 ottobre 1922. Malgrado questo dimostra una trentina d'anni perché i suoi poteri da vampiro lo mantengono molto più giovane.
La mamma di Eric, Tara Brooks, una prostituta, che stava per dar alla luce il figlio, fu portata all'ospedale e fu soccorsa da un dottore. Il dottore si chiamava Diacono Frost e in realtà era un vampiro. Frost la morse e la uccise; inavvertitamente trasmise i suoi poteri al bimbo. Ne uscì fuori Eric, un superuomo immune ai morsi dei vampiri. Eric si allenò ben presto, divenendo un campione nei combattimenti corpo a corpo e, inoltre, divenne un esperto nel saper maneggiare ed usare qualsiasi arma, sia da fuoco sia bianca.
Un giorno tornando a casa da scuola, Eric vide un vecchio uomo aggredito da una gang di vampiri. Eric riuscì a salvarlo e scoprì che il vecchio era Jamal Afari, un amante della musica jazz che suonava la tromba e, soprattutto, un cacciatore di vampiri. Afari allena Eric e lo educa anche sulla musica. In poco tempo Eric diventa un cacciatore di vampiri molto abile. Ma ben presto scopre che le sue capacità sono anche una maledizione, e in poco tempo perde sia il mentore sia la sua fidanzata. Decide di non mandare tutto all'aria e comincia ad inseguire Dracula tra Asia Minore ed Europa. E durante questo periodo Eric adotta il nomignolo di "Blade".

### Tomb of Dracula
Blade localizza Dracula a Parigi e qui fa la conoscenza di Quincy Harker, il figlio di Jonathan Harker. Blade aveva sentito parlare di Quincy ma non lo aveva mai incontrato. Blade instaura un'amicizia solida e allo stesso tempo litigiosa, per via del suo carattere burbero, con Quincy, Rachel Van Helsing (pronipote del ben più famoso Van Helsing), Taj Nital e Frank Drake. Essi sono un gruppo di cacciatori di vampiri in erba, chiamati i Drac Pack, che hanno come obiettivo l'uccisione di Dracula. Blade non entra nel gruppo ma si servirà del loro aiuto molte volte.
Dopo una battaglia terminata male contro Dracula, Blade decide di abbandonare il gruppo e di andare in cerca di colui che uccise sua madre. Così fa la conoscenza di Hannibal King, un detective che fu morso dal Diacono Frost molti anni prima, e che ora ha deciso di dare la caccia ai vampiri. I due stringono un'alleanza per cercare il loro nemico comune: Diacono Frost.

### I Nightstalkers
Negli anni successivi Blade, Hannibal King e Frank Drake diventano molto amici del Dottor Strange così da assisterlo nell'esecuzione della Formula Montesi, la quale conduce alle pagine del Darkhold, un libro magico che ha dato vita a tutti i vampiri. Grazie al libro distrugge Dracula e tutti i vampiri sulla Terra per un breve lasso di tempo. Blade, King e Drake formano un'agenzia, la Borderline Inc. che fallisce ben presto.
Il Dottor Strange decide di riunire la vecchia squadra e di chiedere a Blade, King e Drake di riformare la Borderline Inc. I tre decidono di chiamarsi Nightstalkers, una nuova squadra all'interno dei Figli della Mezzanotte di Strange, in grado di combattere tutti gli attacchi soprannaturali alla Terra. Infatti il team combatte nemici come Darkholders, Hydra's DOA, Lilin e Varnae, il signore dei vampiri. Le cose non vanno bene per sempre e la Formula Montesi si risveglia, causando molti danni al gruppo. Dopo aver ristabilito l'ordine e aver affrontato Zarathos, i Nightstalkers continuano ad affrontare i vampiri. La tragedia però è dietro l'angolo: dopo un combattimento violento contro Varnae, muore uno dei suoi vecchi soci del Drac Pack: Taj Nital, vampira ora alleata di Varnae. In suo onore, Blade decide di ritornare il semplice cacciatore di vampiri solitario che era e di dare la caccia al risorto Diacono Frost.
Blade continua la sua caccia tra New Orleans e New York. Infatti Blade ha seguito Morbius, il vampiro vivente, nella grande mela dove ha stretto un'alleanza con l'Uomo Ragno. Qui Blade fu morso da Morbius e il risultato fu una nuova forma di supervampiro: il Daywalker (il Diurno, in italiano). Blade ha continuato a dare la caccia ai vampiri, collaborando persino con lo S.H.I.E.L.D., per creare dei cloni di vampiri operativi al servizio del bene; ha però lasciato il progetto prima che fosse completato, dopodiché ha dovuto combattere di nuovo Dracula, circostanza durante cui ha anche modo di conoscere Noah Van Helsing.
Blade ha incontrato il Punitore in occasione di un'escalation di vampiri a New Orleans, con Luke Cage, Fratello Voodoo e Pantera Nera, successivamente Blade ha ricevuto anche l'invito al matrimonio tra Pantera Nera e Tempesta degli X-Men, nello stato di Wakanda.

### La nuova serie
La nuova serie di Blade, iniziata nel settembre 2006 ad opera di Marc Guggenheim e Howard Chaykin, vede il personaggio collegato allo S.H.I.E.L.D. Dracula torna in vita e decide di trasformare un gruppo di ragazzi in vampiri, tramite insegnamento. Grazie alla sua influenza trasforma, per un breve lasso di tempo, l'Uomo Ragno in un vampiro, che farà da insegnante. Tocca di nuovo a Blade fermare questa minaccia. Dopo questa avventura Blade torna ad essere lo spietato cacciatore di vampiri che era prima. Inoltre per il 6 settembre 2024 è prevista l’uscita del film reboot del personaggio.

## Poteri e abilità
Blade ha tutti i poteri di un vampiro senza tuttavia avere nessun loro punto debole tranne la sete di sangue che placa con un siero. Ogni sua qualità fisica è sovrumana: forza (può alzare fino a 1 tonnellata anche se probabilmente il suo limite massimo è superiore), agilità, velocità, resistenza e riflessi. Con la forza delle gambe è in grado di fare salti di oltre 10 metri di distanza e 6 metri in alto. Blade possiede una forza sovrumana con cui è perfettamente in grado di lanciare un uomo per notevole distanza con un solo pugno o con un calcio. Blade ha un fattore rigenerante che gli permette di guarire da ferite allarmanti; non se ne conosce il limite, ma dopo essere stato morso da Morbius è in grado di rigenerare arti o interi organi. In quanto mezzo vampiro Blade non invecchia oltre una certa età. Blade possiede un'incredibile resistenza contro le offese fisiche riuscendo a sopravvivere a cadute da grandi altezze, esplosioni ravvicinate e colpi da parte di esseri dalla forza sovrumana come Hulk e la sua velocità è oltremodo elevata, quasi invisibile ad occhio umano, capacità che lo rende uno straordinario predatore notturno. Ogni suo senso ha potenza sovrumana, inoltre possiede una sorta di sesto senso che è in grado di percepire attività paranormali. È un esperto in varie forme di arti marziali (nei film: Taekwondo, Karate, Hapkido, Escrima, Shaolinquan, Wushu, Taijiquan e Capoeira) e nell'uso di qualunque arma da taglio, da lancio e da fuoco. Fa utilizzo di un equipaggiamento formato da armi automatiche e semiautomatiche, oltre che paletti d'argento, bombe ultraviolette, aglio, liquido anticoagulante, spade e pugnali di vario genere. Le munizioni che usa sono studiate appositamente per uccidere i vampiri, quindi sono tutte in argento. Blade fa utilizzo anche di proiettili a punta cava ed esplosivi, oltre che giubbotti in kevlar, dispone inoltre di molte risorse e possiede diversi nascondigli in tutti i luoghi in cui è stato, in questo modo, nel caso in cui la sua attuale base venisse scoperta avrebbe un posto dove nascondersi. Oltre all'inglese, parla fluentemente russo, rumeno e la lingua vampirica.

## Altre versioni
La versione Ultimate di Blade fa una brevissima comparsa in Ultimate Spider-Man n. 54. Lo si vede inseguire un vampiro nel centro del Queens, ma Spider-Man, credendolo un criminale lo attacca, ricevendo un rimprovero dall'ammazzavampiri. Data la sua breve comparsa non si conosce la biografia e le abilità del personaggio, anche se esteticamente è identico alla versione originale.
Sul primo numero di Ultimate Comics: Avengers lo si vede in copertina, accovacciato su una roccia.

## Altri media

### Cinema
(Blade a Deadpool e i Resistenti nel film Deadpool & Wolverine (2024))

#### Trilogia diBlade

Blade interpretato da Wesley Snipes in Blade II (2002)

- Blade (1998): prodotto dalla Amen Ra Films, dalla Imaginary Forces e dai Marvel Studios, con distribuzione New Line Cinema, per la regia di Stephen Norrington; il cast comprende Wesley Snipes come Blade, Stephen Dorff come Diacono Frost e Kris Kristofferson come Whistler;
- Blade II (2002), regia di Guillermo del Toro;
- Blade: Trinity (2004), diretto da David S. Goyer, che termina la trilogia dedicata al personaggio.

#### Marvel Cinematic Universe
Al San Diego Comic-Con del 2019, è stato annunciato che Blade comparirà nel Marvel Cinematic Universe interpretato da Mahershala Ali in un nuovo film che fungerà da reboot a tutta la trilogia delle pellicole precedenti.
- Esordisce con un cameo vocale nella scena dopo i titoli di coda del film Eternals (2021).
- Blade, interpretato nuovamente da Wesley Snipes, è apparso nel film Deadpool & Wolverine (2024). Il cacciatore di vampiri, venuto da un altro universo alternativo (catalogato come la Terra-26320), fa parte della Resistenza (ossia come i Resistenti) guidata dalla giovane mutante X-23, insieme agli altri due membri rimasti e sopravvissuti nel Vuoto (Elektra e Gambit) e i due nuovi arrivati (Deadpool e Wolverine), per sconfiggere Cassandra Nova (la sorella gemella malvagia del leader degli X-Men, il professor Charles Xavier) che sta minacciando di devastare tutte le realtà parallele. Alla fine della pericolosa missione, Blade viene finalmente riportato nel suo universo natale dalla TVA (Time Variance Authority) per conto del Mercenario Chiacchierone. Il personaggio fa una citazione freddamente sarcastica dicendo che solo uno ha interpretato Blade e nessuno lo sostituirà mai, nonché forse menzionato agli altri due attori afroamericani Sticky Fingaz (in Blade - La serie) e Mahershala Ali (nell'MCU).
- Una variante di Eric Brooks è ricomparsa anche nella quinta serie animata dell'MCU Marvel Zombies (2025), doppiato da Todd Williams. In questa nuova versione del personaggio viene assunto un'altra identità segreta come Blade Knight.
- Il Diurno apparirà personalmente come protagonista nel film Blade.

### Televisione
- Blade - La serie (2006) creata da Spike TV, in collaborazione con i Marvel Studios e la New Line Cinema, è un sequel/retcon del terzo film, dove vede Blade agire a Detroit, sua città natale, contro dei vampiri; a differenza dei film, questa serie spiega molte cose; nonostante il buon successo, è stata cancellata dopo una sola stagione.

#### Animazione
- Spider-Man - L'Uomo Ragno; il look adottato da Blade è ripreso dalle pagine dei fumetti riguardanti la saga dei Nightstalkers;
- Nel 2011 in Giappone è stata realizzata la tenebrosa serie animata anime che vede Blade come protagonista. La serie da 12 episodi è curata da Marvel e Madhouse.
- Blade è apparso in due episodi nella serie animata Ultimate Spider-Man.
- È apparso nella serie animata Hulk e gli agenti S.M.A.S.H..
- Blade compare nell'anime Disk Wars: Avengers.

### Videogiochi
- Blade (per PlayStation e Game Boy Color)
- Blade II (per PlayStation 2 e Xbox).

- Ghost Rider;
- Marvel: La Grande Alleanza;
- Marvel: La Grande Alleanza 2;
- Spider-Man: Amici o nemici;
- Broforce;
- LEGO Marvel Super Heroes;
- Marvel: Sfida dei campioni;
- LEGO Marvel Super Heroes 2;
- Marvel Heroes Omega.
- Fortnite Battle Royale[3]

Un gioco dedicato al personaggio, chiamato Marvel's Blade e sviluppato da Arkane, è stato annunciato il 7 dicembre 2023.